# Voetgangersbrug

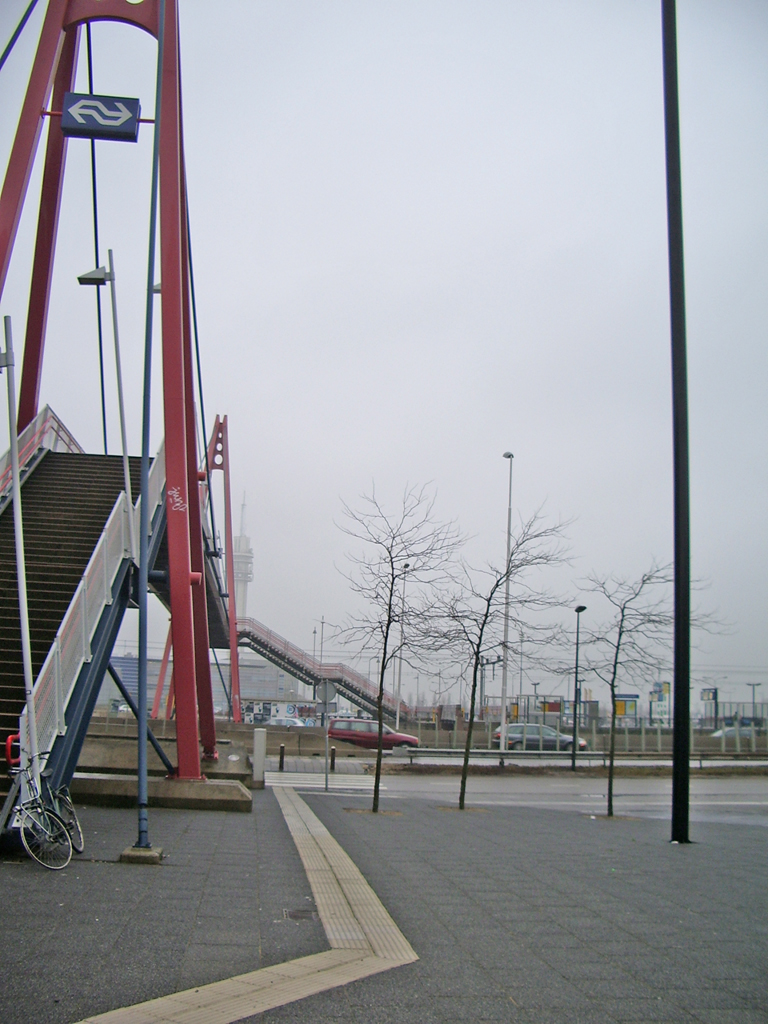
Loopbrug bij treinstation Haarlem Spaarnwoude

Een voetgangersbrug, voetbrug, loopbrug, kwakel of passerelle is een brug die alleen gebruikt mag of kan worden door voetgangers. Vaak zijn voetgangersbruggen ook door fietsers te gebruiken mits ze afstappen. De eenvoudigste voorbeelden hiervan zijn kleine bruggen, zoals in parken. Bij sommige spoorwegstations zijn de perrons bereikbaar gemaakt door een voetbrug over de sporen.
De opgang en afgang van een voetgangersbrug is doorgaans een trap, maar een voetgangersbrug kan in een aantal gevallen bereikt worden met een lift. Bijvoorbeeld bij stations en bij autosnelwegen met aan de ene kant een parkeerterrein en aan de andere kant een horecavoorziening. Dit zodat ook rolstoelers e.d. aan de overkant kunnen komen.
Het woord loopbrug wordt ook gebruikt voor eenvoudigere constructies zoals één of meer planken als overbrugging van een sloot of op een bouwplaats. Een oude benaming is kippenbrug.
Een van 's werelds beroemdste voetbruggen is de Ponte Vecchio in Florence, die ook als voorbeeld van een traverse kan worden gezien.

## Verbinding tussen gebouwen
Voetbruggen worden niet alleen gebouwd om water, ravijnen of (drukke) verkeersaders te overbruggen, maar regelmatig om twee dicht bij elkaar liggende gebouwen te verbinden zodat men niet naar het straatniveau terug hoeft om van het ene gebouw in het andere te komen, maar binnen de oversteek kan maken. Men vindt dergelijke, meestal overdekte, verbindingen onder andere bij ziekenhuizen en universiteitsgebouwen.

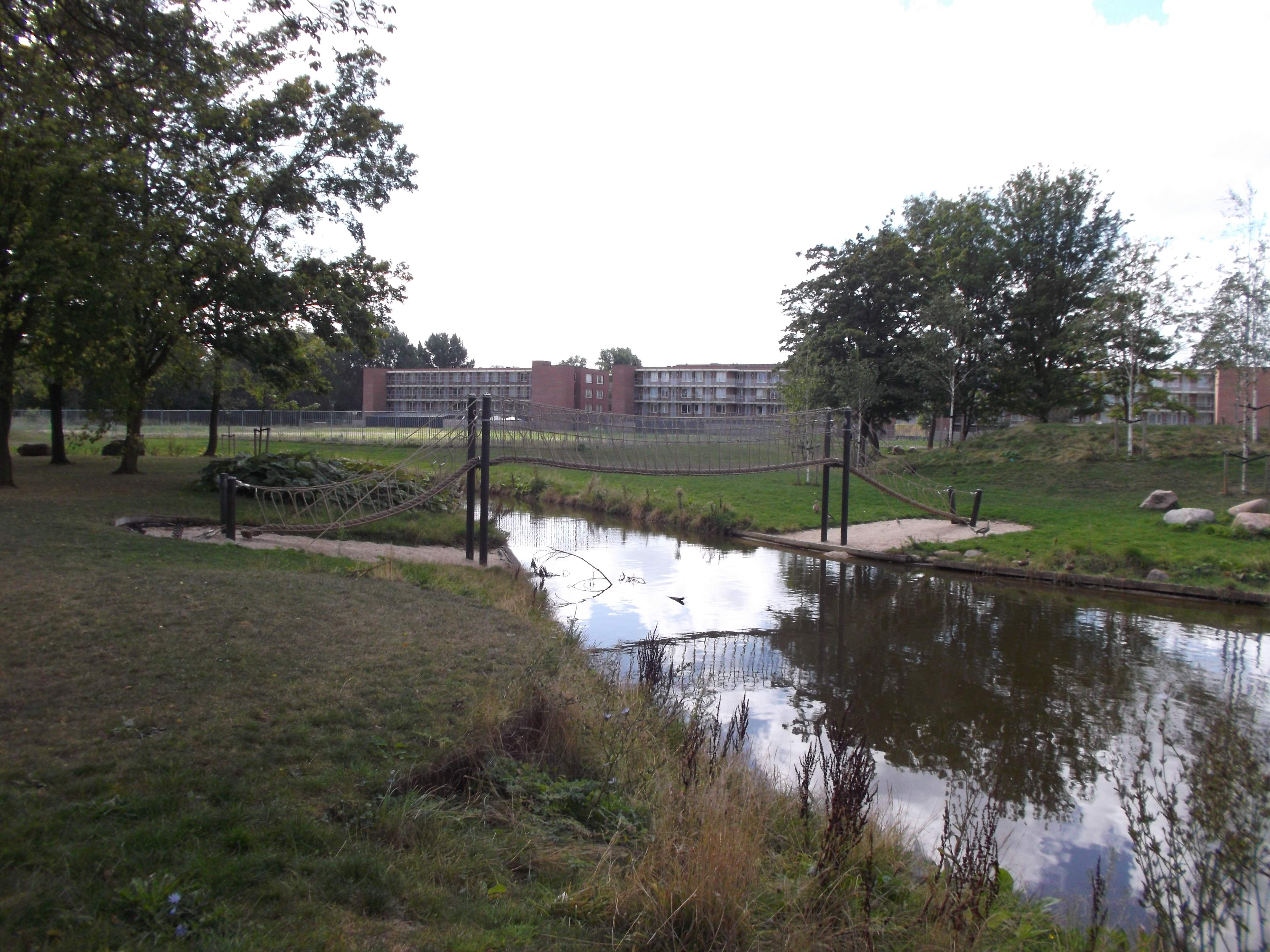
Voetgangersbrug van touw. Dik touw om over te lopen.
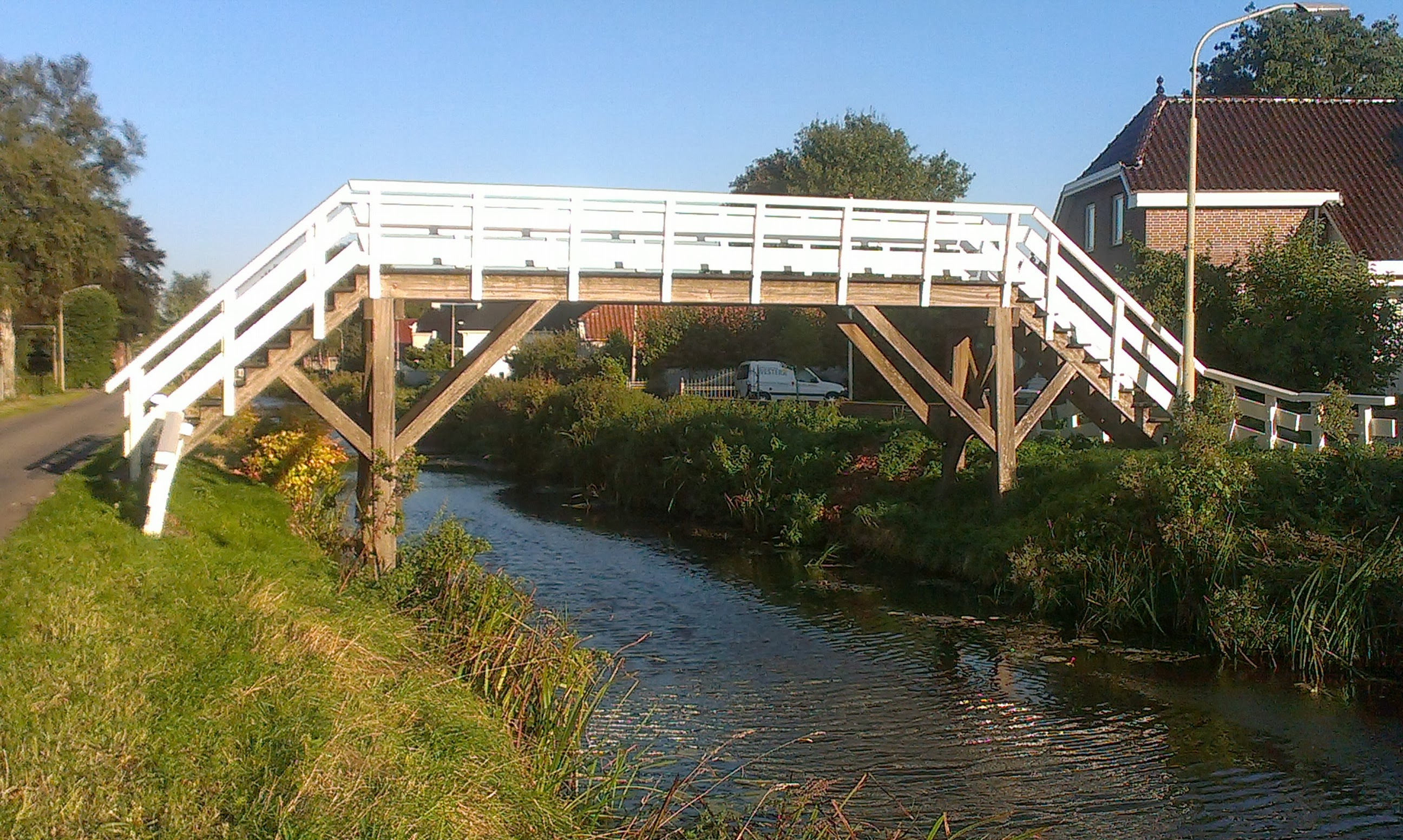
Een hoogholtje over het Achterdiep in Sappemeer
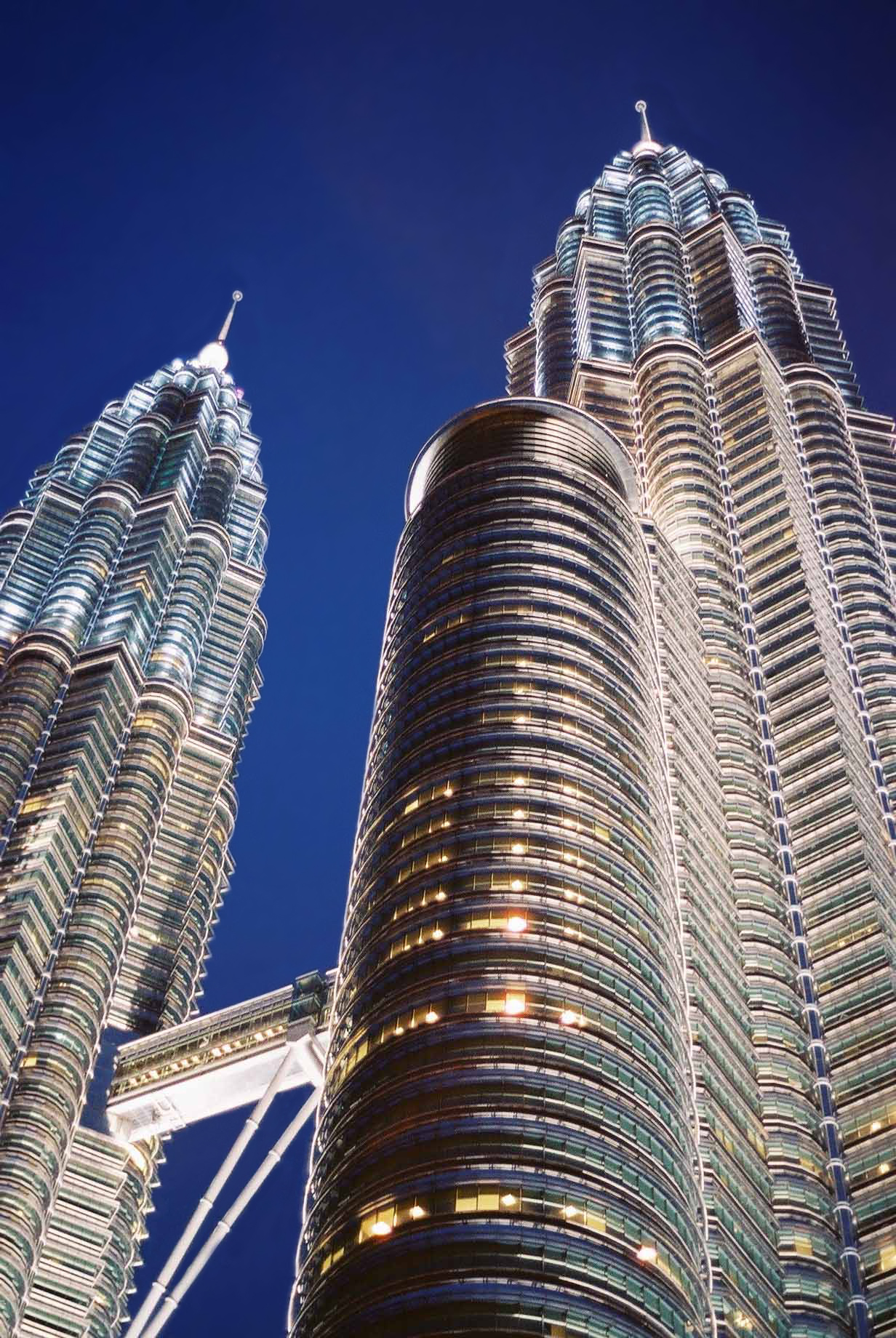
Voetgangersbrug tussen de Petronas-torens in Kuala Lumpur
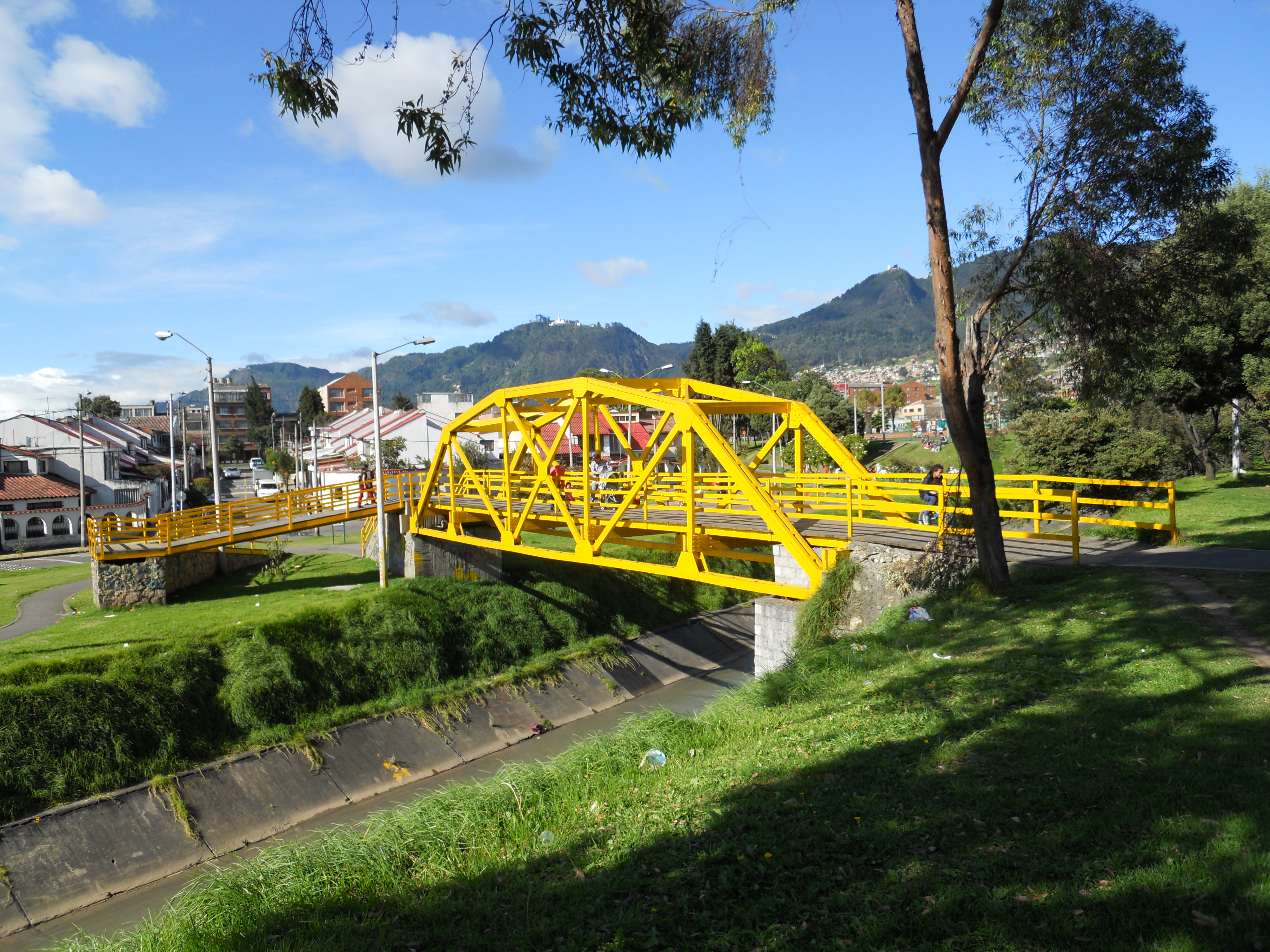
Voetgangersbrug  in Bogota
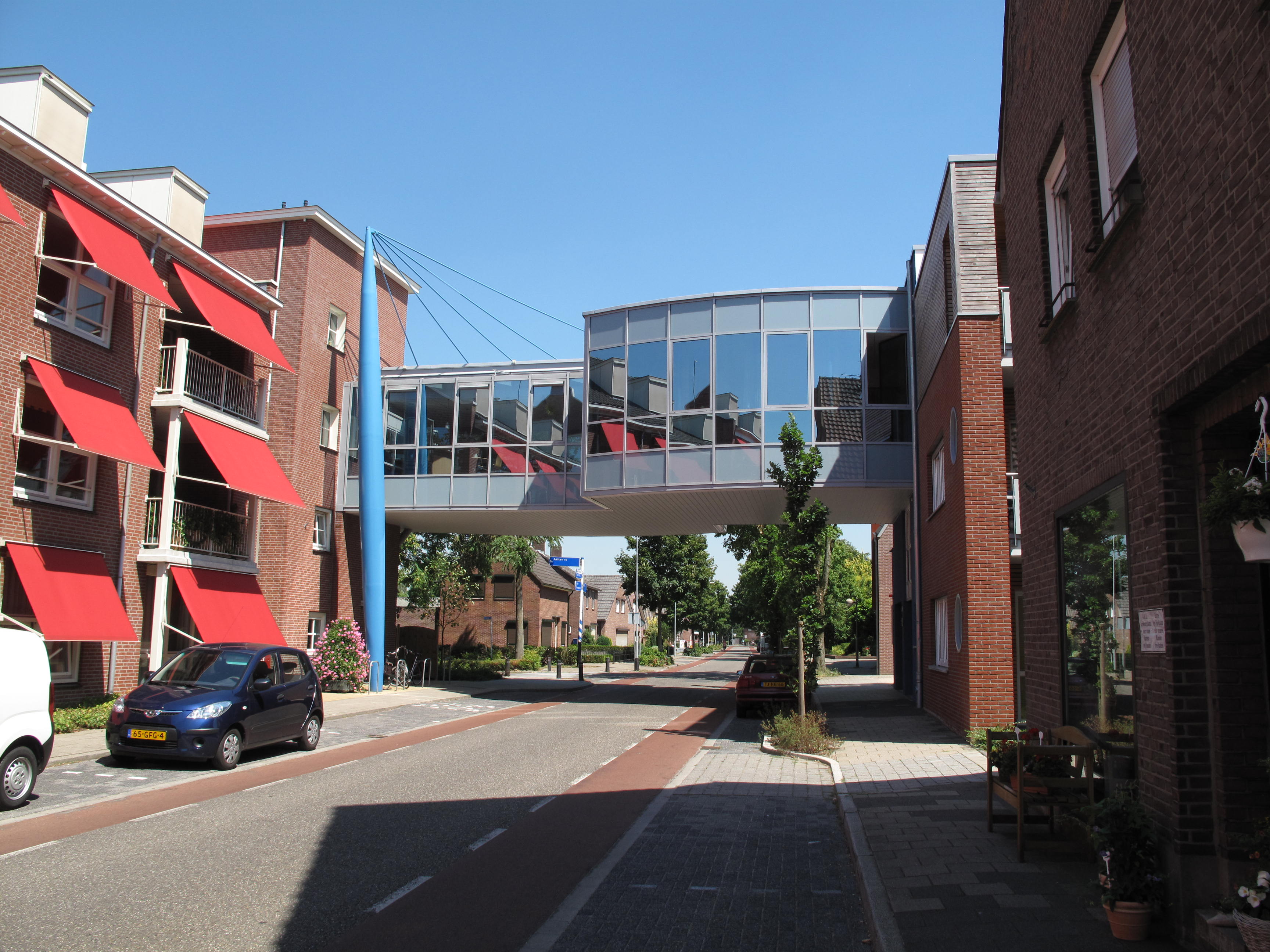
Voetgangersbrug tussen Dinxperlo in Nederland en Suderwick in Duitsland